# Om snön
Om snön (tyska: Vom Schnee) är en versberättelse från 2003 av den tyske författaren Durs Grünbein. Den har undertiteln eller Descartes i Tyskland (oder Descartes in Deutschland). Den handlar om den franske filosofen René Descartes (1596–1650).

## Beskrivning
Skildringen börjar under vintern 1619 när René Descartes fick sitt filosofiska uppvaknande och sträcker sig till hans ödesdigra vistelse i Stockholm 30 år senare. Den är skriven på alexandrin och är indelad i 42 sånger som vardera består av sju tioradiga strofer.

## Utgivning
Boken gavs ut i Tyskland av Suhrkamp Verlag den 15 september 2003. En svensk tolkning av Ulrika Wallenström gavs ut av Ersatz i mars 2018.

## Mottagande
Andreas Nentwich på Die Zeit beskrev boken som "en barock bildbåge av krig, våld, fåfänga och väldigt mycket snö". Dagens Nyheters Magnus Bremmer skrev att den är "en fascinerande, lyrisk biografi" och "kanske Grünbeins allra främsta diktverk", med en svensk översättning som är "makalöst vass, flyhänt och följsam".